# Pravisjte
Pravisjte (bulgariska: Правище) är ett distrikt i Bulgarien.   Det ligger i kommunen Obsjtina Săedinenie och regionen Plovdiv, i den centrala delen av landet, 110 km öster om huvudstaden Sofia.
Trakten runt Pravisjte består till största delen av jordbruksmark. Runt Pravisjte är det ganska tätbefolkat, med 80 invånare per kvadratkilometer.